# 7842 Ishitsuka
7842 Ishitsuka este un asteroid din centura principală de asteroizi.

## Descriere
7842 Ishitsuka este un asteroid din centura principală de asteroizi. A fost descoperit pe 1 decembrie 1994 la Kitami de Kin Endate și Kazuro Watanabe. El prezintă o orbită caracterizată de o semiaxă mare de 2,29 ua, o excentricitate de 0,22 și o înclinație de 5,2° în raport cu ecliptica.